# Lúcio Atílio Prisco
Lúcio Atílio Prisco (em latim: Lucius Atilius Priscus) foi um político da gente Atília nos primeiros anos da República Romana eleito tribuno consular por duas vezes, em 399 e 396 a.C.. 

## Primeiro tribunato consular (399 a.C.)
Em 399, foi eleito tribuno consular com Cneu Genúcio Augurino, Marco Pompônio Rufo, Caio Duílio Longo, Marco Vetúrio Crasso Cicurino e Volerão Publílio Filão. Lívio nomeia um "Cn. Duillium" ("Cneu") ao invés de um "G. Duillium" ("Caio"). Marco Vetúrio foi o único patrício eleito neste ano.
Durante o cerco a Veios, registrou-se um súbito influxo de guerreiros capenatos e faliscos, que atacaram de surpresa as forças romanas que cercavam a cidade. Porém, lembrando do desastre provocado pela falta de cooperação entre os tribunos consulares Mânio Sérgio Fidenato e Lúcio Vergínio Tricosto Esquilino (em 402 a.C.), os tribunos rapidamente organizaram juntos uma contra-ofensiva que colocou o inimigo em fuga.

## Segundo tribunato consular (396 a.C.)
Em 396 a.C., foi eleito novamente com Públio Mélio Capitolino, Públio Licínio Calvo Esquilino (o filho), Quinto Mânlio Vulsão Capitolino, Lúcio Titínio Pansa Saco e Cneu Genúcio Augurino.
Enquanto continuava o cerco de Veios, Lúcio Titínio e Cneu Genúcio marcharam contra os faliscos e capenatos, mas foram pegos de surpresa numa emboscada. Cneu Genúcio morreu em combate enquanto Titínio conseguiu fugir com os sobreviventes. A notícia da ruína do exército provocou pânico em Roma e nos soldados que participavam do cerco, alguns dos quais retornaram para a cidade.
| “ | À Roma chegaram notícias ainda mais alarmantes: o acampamento de Veios já estava cercado e colunas de inimigos prontos para o combate marchavam em direção a Roma. Muita gente correu para guarnecer as muralhas. As matronas, tiradas de casa pelo terror generalizado, correram para os templos para rezar e suplicar aos deuses. | ” |
|   | — Lívio, Ab Urbe Condita V, 2, 18. |   |

Somente a nomeação de Marco Fúrio Camilo como ditador conseguiu acalmar a cidade e o exército, que, revigorado, conseguiu conquistar Veios depois de um cerco de dez anos.